# Lind (bei Altenahr)
Lind település Németországban, Rajna-vidék-Pfalz tartományban. Lakosainak száma 569 fő (2023. december 31.).

## Népesség
A település népességének változása:
| Lakosok száma | 432  | 536  | 550  | 572  | 546  | 570  | 575  | 569  |
|               | 1975 | 2014 | 2017 | 2018 | 2019 | 2021 | 2022 | 2023 |